# 貝偉廉
貝偉廉爵士（英語：Sir William James Lynton Blair，1950年3月31日—），英國法官，大律師出身，1994年奉委為御用大律師，2008年獲委任為高等法院皇座法庭法官。貝偉廉爵士是前英國首相貝理雅的兄長，他的妻子是來自香港的倫敦華人謝錦霞，她是倫敦依士靈頓華人協會創辦人之一及籌募總裁。

## 注腳
1. ↑  Dyer, Clare. . London: www.guardian.co.uk. 2007-02-17  [2012-05-13]. （原始内容存档于2010-09-05）.
2. ↑  . Islington Chinese Association. 2021-03-23  [2023-01-01]. （原始内容存档于2023-06-04） （英语）.

## 外部連結
- 前首相兄貝偉廉獲委任高院法官[永久]，頭條日報，2008年3月5日